# EBC (Telekommunikation)
EBC ist ein Abrechnungsmodell der Telekommunikationsbranche. Das Kürzel ist eine Abkürzung von element based charging. Dieses Modell ist von der Bundesnetzagentur in Absprache mit der Deutschen Telekom AG und City-Carriern (Telefonanbieter für eine bestimmte Stadtregion) entwickelt worden. Die Abrechnung nach der in Anspruch genommenen Netzelementen steht im Gegensatz zur DBC distance based charging, bei der nach Entfernung abgerechnet wird. Dieses Tarifmodell ermöglicht wettbewerbsgerechte Kooperationen zwischen der Deutschen Telekom AG und den City-Carriern.
Die Deutsche Telekom AG darf maximal 475 Einzugsbereiche ihres Netzes bestimmen, in der sämtliche Festnetzkunden abgedeckt sein müssen. Anhand der Übereinstimmung von Zusammenschaltungspunkten zwischen Wettbewerbern und der Deutschen Telekom AG kann der jeweilige Tarif bestimmt werden.
Den niedrigsten Tarif bekommt er, wenn er Zusammenschaltungspunkte in allen 475 Bereichen aufweist. Ab 23 zusammengeschalteten Bereichen kann er alle Teilnehmer zur zweiten Tarifstufe Single Transit erreichen. Der höchste Tarif Double Transit kommt in den restlichen Fällen mit weniger als 23 Bereichen zur Anwendung.
Der Vertrag trat am 1. Juni 2001 in Kraft.